# Torricellijev zakon
Torricellijev zakon istjecanja, koji je dobio naziv po Evangelisti Torricelliju, kaže da je brzina istjecanja tekućine na dnu neke velike posude (s malim otvorom), jednaka kao da tekućina slobodno pada s površine tekućine do otvora, a iznosi:
{\displaystyle v={\sqrt {2\cdot g\cdot h}}}
gdje je: g – ubrzanje zemljine sile teže, a h – visina otvora do površine tekućine.
Torricellijev zakon istjecanja se može dobiti iz Bernoullijeve jednadžbe:
{\displaystyle {v^{2} \over 2}+g\cdot z+{p \over \rho }={\text{konstanta}}}
gdje je: v – brzina fluida, g – ubrzanje zemljine sile teže, z – visina tekućine iznad referentne točke, p – tlak i ρ – gustoća. Ako odredimo da je za mali otvor na dnu posude z = 0, onda je tlak p na vrhu posude jednak atmosferskom tlaku, a brzina tekućine v na vrhu posude je 0, jer se tekućina gotovo ne kreće na vrhu posude ili mu je brzina zanemarljiva s obzirom na brzinu istjecanja tekućine na malom otvoru. Na malom otvoru, gdje je z = 0, tlak je isto atmosferski tlak. Na taj način izlazi:
{\displaystyle g\cdot z+{p_{atm} \over \rho }={v^{2} \over 2}+{p_{atm} \over \rho }}
{\displaystyle \Rightarrow v^{2}=2\cdot g\cdot z\,}
{\displaystyle \Rightarrow v={\sqrt {2\cdot g\cdot z}}}
z je jednak h, budući je visina otvora do površine tekućine, pa dobijemo:
{\displaystyle v={\sqrt {2\cdot g\cdot h}}}

## Objašnjenje
Zamislimo da imamo rezervoar u koji dotječe tekućina sa strane tako da uvijek stoji na istoj razini. Na dnu rezervoara nalazi se otvor kroz koji tekućina istječe. Tekućina mase m (kg) na nekoj visini h ima potencijalnu energiju m ∙ g ∙ h. Kad tekućina istječe kroz otvor na dnu rezervoara, potencijalna se energija tekućine pretvara u kinetičku energiju, pa mora biti:
{\displaystyle m\cdot g\cdot h={\frac {m\cdot v^{2}}{2}}}
gdje je: v - brzina istjecanja tekućine. Iz ovog izraza proizlazi da je visina tekućine, na koju bi se ona popela zbog kinetičke energije:
{\displaystyle h={\frac {v^{2}}{2\cdot g}}}
Ta visina, koja daje tekućini brzinu v, zove se visina brzine i ona je mjerilo za kinetičku energiju tekućine. Iz izraza za visinu brzine proizlazi da je brzina istjecanja:
{\displaystyle v={\sqrt {2\cdot g\cdot h}}}
jednako kao i kod slobodnog pada. Znači da brzina istjecanja ovisi samo o visini h tekućine iznad otvora, a ne ovisi o njenoj gustoći. Živa i voda će jednako istjecati ako su otvori jednako duboko ispod razine površine. Pri tome nije važno kako je otvor smješten, to jest da li navraća tekućinu prema dolje, na stranu ili uvis. Taj je zakon otkrio Torricelli, pa se po njemu naziva Torricellijev zakon istjecanja koji glasi:
Međutim, Torricellijev zakon vrijedi samo za idealne tekućine kod kojih nema unutarnjeg trenja ili viskoznosti, dok se kod realnih tekućina mora računati s trenjem. 
Teorijska količina tekućine, koja istječe kroz otvor u jednoj sekundi, zove se protok i mjeri se u m3/s ili l/s (litrama u sekundi), a jednaka je valjku visine v i presjeka S, to jest:
{\displaystyle Q=S\cdot v=S\cdot {\sqrt {2\cdot g\cdot h}}}
Zbog trenja na otvoru bit će u stvari brzina manja i iznosit će:
{\displaystyle Q=0,97\cdot S\cdot {\sqrt {2\cdot g\cdot h}}}
Ako je otvor samo izrezan u stijenki spremnika, te nije zaobljen, mlaz vode ispod otvora nije cilindričan nego sužen, to jest nastaje suženje ili kontrakcija, pa je njegov popriječni presjek 0,64 ∙S. Prema tome je:
{\displaystyle Q=0,97\cdot 0,64\cdot S\cdot {\sqrt {2\cdot g\cdot h}}=0,62\cdot S\cdot {\sqrt {2\cdot g\cdot h}}}
Uzimajući u obzir trenje i kontrakciju, imamo opći izraz za protok:
{\displaystyle Q=\mu \cdot S\cdot {\sqrt {2\cdot g\cdot h}}}
gdje je: μ - koeficijent istjecanja, pa je za zaobljene otvore μ = 0,97,  a za otvore s oštrim rubovima μ = 0,62.